# 德里克·西库阿
戴维·德里克·西库阿（英語：David Derek Sikua；1959年10月10日—），所罗门群岛政治人物，前任所罗门群岛总理。

## 政治生涯
2007年12月，时任总理梅纳西·索加瓦雷因议会不信任投票而下台，德里克·西库阿当选新一任总理。2010年8月，西库阿在大选中连任议会议员，但他所属政党大败，因此他并未参加新一届总理选举。